# LOVE (長渕剛のアルバム)
『LOVE』（ラブ）は、日本のミュージシャンである長渕剛のベスト・アルバムである。
ラブソングをコンセプトに『LOVE』と『SONGS』の2枚に分けて選曲している。その中で、リミックス&ボーカルのみ再レコーディング（new vocal表記）や、リミックスのみ施して（remix表記）収録したものがある。また特典として、DVDが付属している。

## 背景
前作『Come on Stand up!』（2007年）リリース後、長渕は2007年6月6日のZepp福岡より7月11日のZepp東京に至るまで、全国7都市全7公演におよぶ自身初となる女性客限定のライブツアー「LADY’S NIGHT 2007 -Acoustic-」を開催、その後9月7日のさいたまスーパーアリーナより12月9日の国立代々木第一体育館に至るまで、全国14都市全19公演におよぶツアー「2007 ARENA TOUR Come on Stand up!」を開催、約15万人を動員した。さらにその後、10月12日より放送が開始されたTBS系テレビドラマ『歌姫』（2007年）の主題歌として、長渕がTOKIOに提供した「青春 SEISYuN」（2007年）が使用された。同曲は11月28日にシングルとしてリリースされ、オリコンチャートでは1位を獲得、売り上げは約9万枚となった。
2008年に入り、1月14日には長年に亘り長渕の作品やライブなどで写真撮影を担当していた大川奘一郎が死去した（享年60）。死の前日に見舞いに行った長渕が「大川ちゃん、俺ら、好き勝手に生きたいように生きてきたから……俺もそのうち行くからさあ」と声を掛けると、大川は「剛、あまり待たせるなよな」と答え、それが長渕と大川の最後の会話になったという。大川の葬儀は全て長渕が取り仕切り、棺から遺影、照明や効果音も全て長渕が指示を出した。葬儀にはイルカや南こうせつも参列し、全員で歌を歌い、また棺に別れの言葉を書いた。
4月9日にはライブツアー「2007 ARENA TOUR Come on Stand up!」よりツアーファイナルとなった国立代々木第一体育館の模様を中心に収録した3枚組ライブDVD『2007 TSUYOSHI NAGABUCHI ARENA TOUR "COME ON STAND UP!"』をリリースした。

## 構成
下記のアルバムから、「愛を」テーマに選曲されている。また長渕自身の「現在最もふさわしい形」という要望により、曲によってリマスタリング、リミックスあるいはボーカルのみ再レコーディングが行われている。
- 『時代は僕らに雨を降らしてる』（1982年） - 「交差点」
- 『HOLD YOUR LAST CHANCE』（1984年） - 「TIME GOES AROUND」
- 『STAY DREAM』（1986年） - 「STAY DREAM」
- 『LICENSE』（1987年） - 「何の矛盾もない」
- 『JAPAN』（1991年） - 「シリアス」、「俺の太陽」
- 『ふざけんじゃねぇ』（1997年） - 「かりそめの夜の海」、「あなたとわたしの物語」
- 『SAMURAI』（1998年） - 「指切りげんまん」
- 『ACOUSTIC 俺の太陽』（1999年） - 「素顔」
- 『Keep On Fighting』（2003年） - 「翼」
- 『Come on Stand up!』（2007年） - 「結晶」、「夕焼けの歌」、「レオ」

## リリース
2008年5月14日にフォーライフミュージックエンタテイメントよりリリースされた。
本作リリース後の6月18日より、女性向け携帯サイト「Girlswalker.com」にて、本作収録曲の歌詞にイラストが添えられたデコメールの「長渕剛 歌詞デコメ」が配信された。

## 批評
| 専門評論家によるレビュー | 専門評論家によるレビュー |
| レビュー・スコア         | レビュー・スコア         |
| 出典                     | 評価                     |
| ------------------------ | ------------------------ |
| Allmusic                 | [ 11 ]                   |
| CDジャーナル             | 肯定的                   |

- 音楽情報サイト『CDジャーナル』では、「汗と涙そして肌の温もりまでも感じる珠玉のラブ・バラードを堪能することができる。雨に打たれる心地よさのよう」と評されている[12]。

- 音楽情報サイト『AllMusic』は「『TIME GOES AROUND』は起伏のあるカントリーバラード、『指切りげんまん』は歌唱の中で少しゴスペルの要素を取り入れたアプローチが見られ、『交差点』はカントリーブルースとブルーグラスで共通するギターピッキングを使用している。彼のエモーショナルな歌唱は言語の壁を越え、ところどころサウンドはボブ・ディランとの類似点が明らかに見られる。ニューカマーは長渕の歴史の恩恵を受けるかもしれないが本作は彼の現在の生き生きしたスタイルと昔のフォークスタイルを振り返ることもでき、通常より短期間でリリースされてもストロングな音楽のままである」と述べた[11]。

## チャート成績
オリコンチャートでは最高位5位、登場回数8回となり、売り上げ枚数は4.4万枚となった。また、タワーレコードの「ジャパニーズ ロック&ポップス アルバム」部門では2008年5月12日付けで16位となった。

## 収録曲

### DISC 1 (CD)
| 全作詞・作曲: 長渕剛。 |                                  |        |            |      |
| #                      | タイトル                         | 作詞   | 作曲・編曲 | 時間 |
| 1.                     | 「結晶 -new vocal-」             | 長渕剛 | 長渕剛     | 6:36 |
| 2.                     | 「何の矛盾もない -new vocal-」   | 長渕剛 | 長渕剛     | 6:19 |
| 3.                     | 「TIME GOES AROUND」             | 長渕剛 | 長渕剛     | 3:43 |
| 4.                     | 「シリアス」                     | 長渕剛 | 長渕剛     | 4:24 |
| 5.                     | 「夕焼けの歌」                   | 長渕剛 | 長渕剛     | 4:56 |
| 6.                     | 「指切りげんまん」               | 長渕剛 | 長渕剛     | 5:34 |
| 7.                     | 「素顔 -new vocal-」             | 長渕剛 | 長渕剛     | 5:25 |
| 8.                     | 「交差点 -new vocal-」           | 長渕剛 | 長渕剛     | 5:05 |
| 9.                     | 「俺の太陽」                     | 長渕剛 | 長渕剛     | 3:54 |
| 10.                    | 「STAY DREAM -new vocal-」       | 長渕剛 | 長渕剛     | 4:31 |
| 11.                    | 「かりそめの夜の海 -remix-」     | 長渕剛 | 長渕剛     | 5:23 |
| 12.                    | 「レオ」                         | 長渕剛 | 長渕剛     | 5:56 |
| 13.                    | 「翼」                           | 長渕剛 | 長渕剛     | 4:33 |
| 14.                    | 「あなたとわたしの物語 -remix-」 | 長渕剛 | 長渕剛     | 6:02 |
| 合計時間:              | 合計時間:                        | 72:16  |            |      |

### DISC 2 (DVD)
1. おいで僕のそばに
2007 TSUYOSHI NAGABUCHI ARENA TOUR COME ON STAND UP! at 代々木第一体育館（2007年12月9日）の映像を収録している。

#### DVD収録規格
- リージョンコード : 2
- 画面サイズ : 16:9 LB
- 音声方式 : リニアPCM

## スタッフ・クレジット

### 音楽スタッフ
- 中津直也 - レコーディング・エンジニア、ミキシング・エンジニア
- 上條雄次 - アシスタント・エンジニア
- 毛利嘉一郎 - アシスタント・エンジニア
- 西川陽介 - アシスタント・エンジニア
- 前田康二 - マスタリング・エンジニア
- 奥村誠二 - レコーディングスタジオ代表

### パッケージ・デザイン
- 長渕剛 - 詩画
- 大橋基樹 - アート・ディレクション、デザイン
- 大川奘一郎 - 写真撮影
- 吉田武 - 写真撮影
- 長濱治 - 写真撮影
- 中村英莉 - コーディネート

### DVD
- Akira Nii - ディレクター
- 深作健太 - ディレクター
- Masaru Takahashi - MAエンジニア

### その他
- 長渕剛 - プロデューサー
- 犬伏恭介 - A&R
- 横田利夫 - アーティスト・プロモーター
- 蛯沢康仁 - アーティスト・マネージャー
- Daisuke Takahashi - スーパーバイザー
- 後藤由多加 - エグゼクティブ・プロデューサー
- 高崎健 - エグゼクティブ・プロデューサー